# Ткачук, Алексей Васильевич
Алексей Васильевич Ткачук (род. 1 сентября 1964, Демихово, Московская область) — советский и российский хоккеист, мастер спорта международного класса, нападающий.

## Биография
Воспитанник «Текстильщика» (Павловский Посад). Выпускник школы московского «Динамо».
Дебютировал на профессиональном уровне в сезоне 1983/84, в составе харьковского «Динамо», которое играло в первой лиге.
В 1988 году перешёл в столичный «Спартак». В начале 1990-х его связка с Александром Барковым была главной ударной силой красно-белых и попала в национальную сборную. В чемпионате страны 1992/93 стал лучшим бомбардиром, набрав 49 (28+21) очков.
Летом 1993 подписал контракт с итальянским клубом «Курмайер», в который отправился вместе с Александром Барковым. В Италии провел год и уже летом 1994 вернулся в «Спартак».
Позже играл в Чехии и Финляндии. В сезоне 1998/99 перешёл в новокузнецкий «Металлург», где два года был ведущим нападающим. В 2000 году он вернулся в «Спартак» и помог тому вернуться в Суперлигу. Несмотря на солидный возраст, на старте первенства был одним из лучших в команде. Летом 2001 года стал капитаном красно-белых. В 2006 году завершил карьеру.
Работал тренером «Крыльев Советов», а в конце сезона 2006/07 исполнял обязанности главного тренера. В 2007 году перешёл на пост ассистента главного тренера команды «Белые медведи» 1992 года рождения.
С 2009 года тренер команды «Спартак» 1995 года рождения.

## Личная жизнь
Родители — Василий Иванович и Антонина Андреевна. Супруга — Ирина, сыновья — Игорь и Алексей.

## Достижения
- Серебряный призёр чемпионата СССР (1991).
- Бронзовый призёр чемпионатов СНГ (1992) и России (2000).
- Обладатель Кубка Шпенглера (1989, 1990).
- Лучший бомбардир чемпионата МХЛ (1992—1993). В чемпионатах СССР, СНГ, МХЛ, России — 438 матча, 176 голов.
- Участник ЧМ-1992 (6 матчей, 1 гол).